# Camí del Foradot

El Camí del Foradot, respecte del terme d'Abella de la Conca

El Camí del Foradot és una pista rural transitable del terme municipal d'Abella de la Conca, a la comarca del Pallars Jussà.
Arrenca de la Carretera d'Abella de la Conca cap a llevant poc després de deixar enrere Can Carreu, just dessota i a migdia de Magaró. Passa pel nord de la Planta Gran, deixant Cal Miquelet un xic allunyada al sud del camí, travessa també pel nord les Trilles, gira cap al nord-est, i arriba al final del camí davant mateix del Forat d'Abella, popularment conegut com lo Foradot. Des del final del camí transitable es pot acabar d'arribar a peu al mateix Foradot per un corriol perfectament practicable.

## Etimologia
Pren el nom de l'apel·latiu popular amb què es coneix a Abella de la Conca el Forat d'Abella, que és on mena aquest camí.